# 한국디자인단체총연합회
한국디자인단체총연합회(영어:Korean Federation of Design Associations, KFDA. '디자인총연'으로도 불리움)는 디자인을 통해 산업발전에 기여하고 국가경쟁력을 강화하고자 전국의 디자인 단체들이 모여 1995년 4월 21일에 설립한 대한민국의 사단법인단체이다. 2023년 현재 26개 디자인법인단체 회원들과 4개의 특별회원으로 구성됐으며 한국디자인진흥원을 비롯한 전국 각 지역 디자인 진흥기관들과 연계하여 디자인 정책 개편 논의·디자인 행사 후원·워크샵 개최 등의 업무를 수행한다.

## 설립 목적
- 미래지향적인 디자인 진흥 방안 모색 및 실천을 통한 사회 공익 추구
- 국가디자인 정책개발을 위한 자문과 디자인 관련 학문과 산업의 활성화를 위해 대한민국 디자인문화발전에 기여

## 목적 사업
- 디자인 분야의 발전을 위한 각종 정책의 개발과 진흥 및 후원사업
- 국내외 디자인정보의 상호교류
- 기타 본회의 설립목적을 달성하기 위한 제반 사업

## 역대 협회장
| 연도 및 기간            | 성명 및 소속                    |
| ----------------------- | ------------------------------- |
| 초대 (1995년~1997년)    | 故조영제 서울대학교 명예교수    |
| 2대 (1998년~1999년)     | 故권명광 상명대학교 석좌교수    |
| 3대 (2000년~2001년)     | 부수언 서울대학교 명예교수      |
| 4대 (2002년~2003년)     | 김광현 나라갤러리 관장          |
| 5대 (2004년~2005년)     | 장윤호 서울디자인센터 대표      |
| 6~7대 (2006년~2009년)   | 박영순 연세대학교 명예교수      |
| 8대 (2010년~2011년)     | 故김철호 前 계원예술대학교 총장 |
| 9대 (2012년~2013년)     | 이순종 서울대학교 명예교수      |
| 10대 (2014년)           | 류명식 (주)해인기획 대표        |
| 11대 (2016년~2017년)    | 이경돈 신구대학교 교수          |
| 12~13대 (2018년~2021년) | 이길형 홍익대학교 교수          |
| 14대 (2022년~2023년)    | 김현선 김현선디자인연구소 대표  |

## 가입 단체(2022.12.30)
- 한국디자인학회
- 한국산업디자이너협회
- 한국디자인산업연합회
- 한국시각정보디자인협회
- 한국패키지디자인협회
- 한국현대디자인협회
- 대한산업미술가협회
- 한국실내디자인학회
- 한국일러스트레이션학회
- 한국귀금속보석디자인협회
- 한국여성시각디자이너협회
- 한국실내건축가협회
- 한국색채학회
- 한국공공디자인학회
- 한국여성디자이너협회
- 한국문화상품디자인협회
- 한국디자인트렌드학회
- 대한전시디자인학회
- 한국비주얼머천다이징협회
- 한국서비스디자인학회
- 한국공간디자인학회
- 한국상품문화디자인학회
- 한국커뮤니케이션디자인협회
- 한국컬러유니버설디자인협회
- 광주전남디자인총연합회